# Чемпіонат Ірландії з футболу
Чемпіона́т Ірла́ндії з футбо́лу (ірл. Príomhroinn Sraith na hÉireann) — вищий дивізіон чемпіонату Ірландії з футболу. Створена в результаті злиття FAI і Ліги Ірландії. Дванадцяти клубам попередніх ліг було запропоновано подати заявку на включення до нового складу Вищої ліги. Інші 10 клубів повинні були переміститися до Першої ліги.

## Переможці
- 1921-85: Ліга Ірландії[1]
- 1985-86: Шемрок Роверс
- 1986-87: Шемрок Роверс
- 1987-88: Дандолк
- 1988-89: Деррі Сіті
- 1989-90: Сент-Патрікс Атлетік
- 1990-91: Дандолк
- 1991-92: Шелбурн
- 1992-93: Корк Сіті
- 1993-94: Шемрок Роверс
- 1994-95: Дандолк
- 1995-96: Сент-Патрікс Атлетік
- 1996-97: Деррі Сіті
- 1997-98: Сент-Патрікс Атлетік
- 1998-99: Сент-Патрікс Атлетік
- 1999-00: Шелбурн
- 2000-01: Богеміан
- 2001-02: Шелбурн
- 2002-03: Богеміан
- 2003: Шелбурн
- 2004: Шелбурн
- 2005: Корк Сіті
- 2006: Шелбурн
- 2007: Дрогеда Юнайтед
- 2008: Богеміан
- 2009: Богеміан
- 2010: Шемрок Роверс
- 2011: Шемрок Роверс
- 2012: Слайго Роверз
- 2013: Сент-Патрікс Атлетік
- 2014: Дандолк
- 2015: Дандолк
- 2016: Дандолк
- 2017: Корк Сіті
- 2018: Дандолк
- 2019: Дандолк
- 2020: Шемрок Роверс
- 2021: Шемрок Роверс
- 2022: Шемрок Роверс
- 2023: Шемрок Роверс

## Досягнення клубів
| Клуб                            | Чемпіон | Переможні сезони |
| ------------------------------- | ------- | --- |
| «Шемрок Роверс» (Дублін)        | 21      | 1923, 1925, 1927, 1932, 1938, 1939, 1954, 1957, 1959, 1964, 1984, 1985, 1986, 1987, 1994, 2010, 2011, 2020, 2021, 2022, 2023 |
| «Дандолк»                       | 14      | 1933, 1963, 1967, 1976, 1979, 1982, 1988, 1991, 1995, 2014, 2015, 2016, 2018, 2019                                           |
| «Шелбурн» (Дублін)              | 13      | 1926, 1929, 1931, 1944, 1947, 1953, 1962, 1992, 2000, 2002, 2003, 2004, 2006                                                 |
| «Богеміан» (Дублін)             | 11      | 1924, 1928, 1930, 1934, 1936, 1975, 1978, 2001, 2003, 2008, 2009                                                             |
| «Сент-Патрікс Атлетік» (Дублін) | 8       | 1952, 1955, 1956, 1990, 1996, 1998, 1999, 2013                                                                               |
| «Вотерфорд Юнайтед»             | 6       | 1966, 1968, 1969, 1970, 1972, 1973                                                                                           |
| «Корк Юнайтед»                  | 5       | 1941, 1942, 1943, 1945, 1946                                                                                                 |
| «Драмкондра» (Дублін)           | 5       | 1948, 1949, 1958, 1961, 1965                                                                                                 |
| «Слайго Роверз»                 | 3       | 1937, 1977, 2012 |
| «Корк Сіті»                     | 3       | 1993, 2005, 2017 |
| «Сент-Джеймс Гейт» (Дублін)     | 2       | 1922, 1940 |
| «Корк Атлетік»                  | 2       | 1950, 1951 |
| «Лімерик»                       | 2       | 1960, 1980 |
| «Атлон Таун»                    | 2       | 1981, 1983 |
| «Деррі Сіті»                    | 2       | 1989, 1997 |
| «Долфін» (Дублін)               | 1       | 1935 |
| «Корк Гіберніанс»               | 1       | 1971 |
| «Корк Селтік»                   | 1       | 1974 |
| «Дроеда Юнайтед»                | 1       | 2007 |